# Stadio San Nicola
Stadio San Nicola är en arena i Bari, Italien. Arenan används idag mest för fotbollsmatcher och är hemmaarenan för fotbollslaget AS Bari. Arenan rymmer 58 270 personer, men har aldrig varit fyllda för en match. Publiken vid EM 1991 var ungefär 51 000 personer.
Arenan byggdes 1990 för Fotbolls-VM 1990, då det där spelades fem matcher: Sovjetunionen mot Rumänien, Kamerun mot Rumänien och Sovjetunionen mot Kamerun, i åttondelsfinal: Tjeckoslovakien mot Costa Rica och matchen om tredje pris: Italien mot England.
Stadio San Nicola var 1991 värd för mästarcup finalen mellan Röda Stjärnan -	Olympique Marseille 	0-0 	5-3 e str .